# Робер Паш
Робер Паш (фр. Robert Pache, 26 вересня 1897, Морж — 31 грудня 1974, Пюлі) — швейцарський футболіст, що грав на позиції нападника. Відомий за виступами в швейцарському клубі «Серветт», в якому став триразовим чемпіоном Швейцарії, французькому клубі «СА Парі», в якому став володарем Кубка Франції, та німецькому клубі «Франкфурт», а також національну збірну Швейцарії, у складі якої став срібним призером Олімпійських ігор 1924 року. По закінченні виступів на футбольних полях — швейцарський футбольний тренер.

## Клубна кар'єра
Робер Паш народився у місті Морж у кантоні Во. Розпочав виступи у професійному футболі в 1917 році в складі команди «Серветт» із Женеви, в якій грав до 1919 року, у складі якої став чемпіоном Швейцарії у перший сезон виступів у складі команди.
У 1919 році Робер Паш став гравцем клубу «СА Парі», у складі якого у 1920 році став володарем Кубка Франції.
У 1921 році Паш повернувся до «Серветта», до складу якого повернувся 1921 року, у складі якого грав до 1925 року, та ще двічі ставав у його складі чемпіоном Швейцарії.
У 1925 році Робер Паш став гравцем німецького клубу «Франкфурт», у якому грав до 1930 року, після чого завершив виступи на футбольних полях. Після завершення виступів на футбольних полях колишній нападник по року тренував швейцарські клуби «Лозанна» і «Серветт». Помер Роберт Паш у 1974 році в місті Пульї.

## Виступи за збірну
У 1921 році Робер Паш дебютував у складі національної збірної Швейцарії. У складі збірної був учасником футбольного турніру на Олімпійських іграх 1924 року у Парижі, де разом з командою здобув «срібло». Вперше вийшов на поле в третьому матчі команди, в переграванні 1/8 фіналу проти Чехословаччини, одного з фаворитів турніру. Швейцарці вирвали мінімальну перемогу завдяки голу Паша на 87-й хвилині. Після цього Робер грав також у півфіналі з Швецією (2:1) і у фіналі з Уругваєм (0:3). У складі збірної грав до 1924 року, загалом протягом кар'єри у національній команді провів у її формі 15 матчів, забивши 8 голів.

## Титули і досягнення
- Срібний олімпійський призер: 1924
- Чемпіон Швейцарії (3):

«Серветт»: 1917–1918, 1921–1922, 1924–1925
- Володар Кубка Франції (1):

«СА Парі»: 1919–1920